# Keići
Keići is een plaats in de gemeente Generalski Stol in de Kroatische provincie Karlovac. De plaats telt 49 inwoners (2001).